# Live Insanity
Live Insanity è un album dal vivo del chitarrista statunitense Tony MacAlpine, pubblicato nel 1997.
Vi hanno collaborato tra gli altri Mike Terrana (batteria) e Ricky Riccardo (basso).

## Tracce
Tutte le tracce sono composte da Tony MacAlpine tranne dove indicato.
1. The Vision – 5:02
2. The Sage – 4:45
3. Sacred Wonder – 4:19
4. Box Office Poison/Piano Solo (MacAlpine, Frédéric Chopin) – 11:11
5. Rusalka – 7:10
6. Carolina Blue – 4:47
7. Stream Dream – 4:40
8. King's Cup – 4:24
9. The Taker – 3:32